# アルバート・ダンラップ
アルバート・ジョン・ダンラップ（Albert John Dunlap、1937年6月26日 - 2019年1月25日）は、アメリカ合衆国のターンアラウンド・マネジャー。
業績が悪化している企業の経営を任され大量解雇、工場閉鎖、事業の切り売り、過激なリストラで規模縮小し短期的には業績を回復させた。再建屋としてウォール街の寵児となり、巨万の富を手にしたが後に失墜した。

## 生涯
ニュージャージー州ホーボーケンで中流階級の労働者の家庭に生まれ、両親と祖父母に甘やかされて育ち何不自由なく育った。父親はボイラー修理工で、母親は専業主婦だった。学校では短気で頑固だが優等生で勉強も運動もよくできた。高校卒業後、ウェストポイント陸軍士官学校に入学し過酷な生活に耐え抜き1960年に卒業する。規則通り3年間軍役に着き、核ミサイル基地に配属され中尉として勤務した。1963年に昇進も金持ちにもなれそうになかったため除隊し、製紙会社に就職して訓練職から工場のシフト監督にまで出世した。不振だったティッシュ・メーカーに1967年に転職し、工場長に就任するとレイオフに踏み切り地域社会で村八分にあいながらもやり遂げた。この企業が1975年に売却されるとアメリカン・キャン社で2部門を統括するゼネラル・マネージャーとなりリストラ・工場閉鎖などで利益を回復させ1982年に紙製容器メーカー、1986年に木材会社のCEOに就任して大量解雇などで利益を上げた。1991年に投資家の紹介でオーストラリアに移りテレビ局と雑誌社で大量解雇などで利益を上げたがオーナーと対立して1993年に帰国した。
1994年にフィラデルフィアに本社があるロール式トイレットペーパーと家庭用ペーパータオル開発企業であるスコット・ペーパーのCEOに就任する。スコット・ペーパーは、長年、世界最大のトイレットペーパー、ペーパーナプキン、ペーパータオル製造業者の座に君臨した企業だったが官僚主義と競合先に押され1993年には記録的赤字を出していたが、18ヶ月率いた時点で株価を225%引き上げ、同社の市場価値を63億ドル増大させ、従業員の35パーセントに当たる1万1200人をレイオフし、工場閉鎖、寄付金を全廃、生産や開発投資に大なたを振るってから、スコット・ペーパーを主要競合先に売却。1982年にCEOに就任して以来、莫大な収入を得てスコット・ペーパーでは1億ドルを手に入れたが表舞台で脚光を浴びたいため再就職先を求めた。
1996年に大物投資家マイケル・プライスと、ヘッジファンドの大物、マイケル・ステインハードに不振の総合電気・家庭用品メーカーであるサンビームのCEOに破格の好待遇で抜擢した。就任後すぐに人員削減に走り就任期間の２年間でおよそ1万2000人の従業員の半分、４人中の３人の役員を解雇、多数の工場を閉鎖し南部の町をゴーストタウンに変えた。ダンラップの目的は、短期間で短期間で会社を立て直し、売却することだったが、そのやり方は非現実的で非合理的だったため株価は上がったが社内は混乱し通常業務さえ進まなくなり顧客も失った。会社の売却も買い手が現れなかったため消費財メーカーを買収し取りまとめて自社の流通網で大手取引との取引を拡張しようとしたが売り上げが低迷していることが発覚し株価が下落しマスコミからの評判も悪くなった。そして1998年についに取締役会から解雇された。このニュースは、元従業員たちや息子を喜ばせた。
解雇直後はショックを受け意気消沈していたが立ち直り名誉挽回のためマスコミの取材に応じた。サンビームの赤字は膨れ上がり、株主やマイケル・プライスは打撃を受けたがダンラップは巨額の退職金を要求し受け入れられた。証券取引委員会が巨額の粉飾決算の調査に乗り出しダンラップは否定したが2002年に1850万ドルの支払いと株式会社の役員、責任者の地位につかないことを条件に証券取引委員会と決着をつけた。

## 人物
- 躊躇せず勢いよくリストラをすることから「チェーンソー・アル」と呼ばれた。社員を解雇することを楽しんでいた。最後まで過去を後悔しなかった。
- 株主至上を掲げ企業には株主、顧客、従業員、周辺の共同体などの様々な後援者がいるという伝統的な考え方に与せず、大切な人々は投資家だけで、「利害関係者なんて全くのクズだ。株主こそ、企業の所有者なのだ」と主張した。
- 多くの人々か恨まれ脅迫されたため常にボディーガードをつけていた。
- 前妻とは1961年に24歳で結婚し、その時から両親と妹と疎遠になった。母親が年老いて歩けなくなり介護費用を妹から求められても断り多忙を口実に両親の葬儀に出席しなかった。
- 前妻を虐待したため1964年に前妻は2歳の息子を連れて逃げ出し離婚した。すべての絆を断ち切りたい一心で離婚扶養料も受け取らずわずかな養育費だけ受け取った。息子とは一切接触せず無視していたが21歳の時に再開し就職を斡旋したこともあったが疎遠だった。2番目の妻は上司の紹介で知り合い長年連れ添った。
- スコット・ペーパーのCEOに就任してからマスコミに注目されるようになり本人も積極的に取材やインタビューに応じた。
- 倹約家で個人資産は2億ドルを超え余生はフロリダの大邸宅で過ごした。
- ダンラップをサイコパスだと考えたジャーナリストのジョン・ロンソンは自宅を訪ねてサイコパスチェックリストを受けてもらった。かなり多くのサイコパス的特性を示したがそれをリーダーシップの素養に定義しなおし問題にしなかった。